# Dubrovay László
Dubrovay László (Budapest, 1943. március 23. –) a Nemzet Művésze címmel kitüntetett, Kossuth-díjas és Erkel Ferenc-díjas zeneszerző, zeneoktató, érdemes művész.

## Életpályája
Apja, Dubrovay László kántortanító volt, anyja Krendl Irén. Négyéves korától édesapja zongoraóráival kezdte. Zeneszerzés szakon a Bartók Béla Zeneművészeti Szakközépiskolába járt, majd a Liszt Ferenc Zeneművészeti Főiskolán végzett; diplomáját – kitűnőre vizsgázva – 1966-ban kapta meg. Zeneszerzést Vaszy Viktortól, Szelényi Istvántól, Szabó Ferenctől és Vincze Imrétől tanult. 1966 és 1971 között a Színház- és Filmművészeti Főiskolán tanított, 1971-től 1972-ig a Hamburgische Staatsoper korrepetitora lett. 
Tanulmányait 1972-től 1974-ig Kölnben, Karlheinz Stockhausennél és Hans-Ulrich Humpertnél folytatta, ahol a 20. század legmodernebb hangkutatási eredményeit, különféle komponálási technikákat sajátított el, megismerkedve az elektronikus zenével is, mely a későbbiekben igen jelentős területei közé tartozott, amiképpen új, először általa alkalmazott zenei technikák kifejlesztése is. Dubrovay kísérletező és felfedező típus, aki a hangszerek új és újszerű kombinációinak és megszólaltatásának kidolgozására egyaránt fogékony. 1974-75-ben a Westdeutscher Rundfunk elektronikus stúdiójában működött. 
1976-tól a Liszt Ferenc Zeneművészeti Főiskola zeneelmélet tanszakán tanít. 1985-ben – a Künstlerprogram keretében – Berlinbe hívták.
Elektronikus stúdiókban dolgozott: Köln, Freiburg, Berlin, Lüneburg, Bourges, Stockholm, Budapest.
Zeneszerzői tevékenysége során komponált operát, táncjátékot, zenekari-, kamara-, szóló-, fúvószenekari, kórus-, továbbá elektronikus és komputerzenei műveket is.

## Magánélete
Házas ember, második felesége Ménes Aranka, első házasságából gyermeke Zsófia (1978).

## Művei (válogatás)
- Faust, az elkárhozott (táncjáték)
- A képfaragó (táncjáték)
- A váltságdíj (opera)
- Faust (balettszvit)
- Aphrodité (balettszvit)
- Verificazione
- Succession
- Magyar szimfónia
- Két zongoraverseny
- Hegedűverseny
- Cimbalomverseny
- Fuvolaverseny
- Trombitaverseny
- Hármasverseny zenekarra, fuvolazenekari művek
- 12 szóló különböző hangszerekre
- 3 vonósnégyes
- 2 fafúvósötös
- 2 rézfúvósötös
- 1956 (a forradalom és szabadságharc emlékére szimfonikus képek versmondóra és zenekarra)[1]
- Elektronikus zene, komputer-zenedarabok (Symphonia, Cry into the Night)
- Duó hegedűre és csellóra

### Kötetei
- Changes in the musical information system – the progression in the system of partials (overtones) / A zenei információs rendszer változása – előrehaladás a részhangrendszerben (felhangrendszerben); angolra ford. Mikusi Balázs; MMA Művészetelméleti és Módszertani Kutatóintézet, Budapest, 2021

## Társasági tagság
- Magyar Zenei Kamara
- Magyar Zeneművészeti Társaság
- Magyar Muzsikus Fórum
- Magyar Művészeti Akadémia (1994-)[2]

## Díjai, elismerései
- Nemzetközi zeneszerző versenyen díjakat nyert: Szczecin (1973), Trieszt (1974), Linz (1992), Budapest (1997).
- Erkel Ferenc-díj (1985)
- Bartók–Pásztory-díj (1996)
- Érdemes művész (1998)
- Artisjus-díj (2006)
- Kossuth-díj (2013)
- A Nemzet Művésze (2014)
- Prima díj (2019)[3]
- Magyar Örökség díj (2025)[4]